# برج کبوتر اسفه سالار منظریه
برج کبوتر اسفه سالار منظریه مربوط به دوره قاجار است و در شهرستان شهرضا، بخش مرکزی، شهر منظریه، محله اسفه سالار، پشت مسجد امیرالمؤمنین واقع شده و این اثر در تاریخ ۱۳ خرداد ۱۳۸۶ با شمارهٔ ثبت ۱۹۲۲۷ به‌عنوان یکی از آثار ملی ایران به ثبت رسیده است.